# Puchar Świata w snowboardzie 2011/2012
Puchar Świata w snowboardzie w sezonie 2011/2012 była to 18. edycja tej imprezy. Cykl ten rozpoczął się 28 sierpnia 2011 roku w nowozelandzkiej Cardronie zawodami w halfpipe'ie. Ostatnie zawody sezonu rozegrane zostały między 14 a 17 marca 2012 roku we włoskim Valmalenco.
Puchar Świata rozegrany został w 13 krajach i 18 miastach na 3 kontynentach. Najwięcej konkursów zostało rozegranych w Kanadzie (5 dla mężczyzn i 4 dla kobiet).
Obrońcami tytułów najlepszych zawodników Pucharu Świata byli:
- Jekatierina Tudiegieszewa z Rosji wśród kobiet (ASP)
- Benjamin Karl z Austrii wśród mężczyzn (ASP)
- Cai Xuetong z Chin wśród kobiet (AFU)
- Nathan Johnstone z Australii wśród mężczyzn (AFU)

W tym sezonie zrezygnowano z klasyfikacji ASP, rozdzielając ją na dwie odrębne klasyfikacje: PAR (będącą klasyfikacją generalną konkurencji równoległych) oraz samodzielną klasyfikację snowcrossu.

## Konkurencje
- slalom równoległy (PSL)
- gigant równoległy (PGS)
- snowcross
- slopestyle
- Half-pipe
- Big Air (tylko mężczyźni)

## Mężczyźni

### Kalendarz i wyniki
| Lp. | Data                              | Miejsce                      | Konkurencja | 1. miejsce                                     | 2. miejsce                               | 3. miejsce                                      |
| 1.  | 28 sierpnia 2011                  | Cardrona                     | Halfpipe    | Janne Korpi                                    | Zhang Yiwei                              | Dimi de Jong                                    |
| 2.  | 13 października 2011              | Landgraaf                    | PSL         | Roland Fischnaller                             | Aaron March                              | Andreas Prommegger                              |
| 3.  | 29 października 2011              | Londyn                       | Big Air     | Janne Korpi                                    | Seppe Smits                              | Joris Ouwerkerk                                 |
| 4.  | 3 listopada 2011                  | Saas-Fee                     | Halfpipe    | Iouri Podladtchikov                            | Ryō Aono                                 | Janne Korpi                                     |
| 5.  | 12 listopada 2011                 | Barcelona                    | Big Air     | odwołane                                       | odwołane                                 | odwołane                                        |
| 6.  | 19 listopada 2011                 | Sztokholm                    | Big Air     | Niklas Mattsson                                | Michael Macho                            | Aleksiej Sobolew                                |
| 7.  | 15 grudnia 2011                   | Telluride                    | PGS         | Benjamin Karl                                  | Andreas Prommegger                       | Simon Schoch                                    |
| 8.  | 16 grudnia 2011                   | Telluride                    | Snowcross   | Pierre Vaultier                                | Christopher Robanske                     | Nick Baumgartner                                |
| 9.  | 17 grudnia 2011                   | Telluride                    | Snowcross   | Francja I · Pierre Vaultier · Xavier de Le Rue | USA II Jonathan Cheever Nick Baumgartner | Norwegia · Joachim Havikhagen · Stian Sivertzen |
| 10. | 17 grudnia 2011                   | Ruka                         | Halfpipe    | Markus Malin                                   | Steve Krijbolder                         | Aleksi Kumpulainen                              |
| 11. | 3 grudnia 2011 21 grudnia 2011    | Carezza                      | PGS         | Roland Fischnaller                             | Benjamin Karl                            | Rok Flander                                     |
| 12. | 4 grudnia 2011 22 grudnia 2011    | Carezza                      | PSL         | Benjamin Karl                                  | Simon Schoch                             | Siegfried Grabner                               |
| 13. | 13 stycznia 2012                  | Jauerling                    | PSL         | Andreas Prommegger                             | Aleksiej Sobolew                         | Roland Fischnaller                              |
| 14. | 19 stycznia 2012 15 stycznia 2012 | Nendaz Veysonnaz Bad Gastein | PSL         | Roland Fischnaller                             | Aaron March                              | Rok Flander                                     |
| 15. | 15 stycznia 2012 19 stycznia 2012 | Bad Gastein Veysonnaz        | Snowcross   | Andriej Bołdykow                               | Nate Holland                             | Pierre Vaultier                                 |
| 16. | 22 stycznia 2012                  | Veysonnaz                    | Snowcross   | Nate Holland                                   | Markus Schairer                          | Emanuel Perathoner                              |
| 17. | 28 stycznia 2012                  | Sudelfeld                    | PGS         | Siegfried Grabner                              | Lukas Mathies                            | Andreas Prommegger                              |
| 18. | 4 lutego 2012                     | Jasná                        | Slopestyle  | zawody odwołane                                | zawody odwołane                          | zawody odwołane                                 |
| 19. | 8 lutego 2012                     | Blue Mountain                | Snowcross   | Pierre Vaultier                                | David Speiser                            | Nick Baumgartner                                |
| 20. | 21 lutego 2012                    | Stoneham                     | Snowcross   | Pierre Vaultier                                | Nikołaj Olunin                           | Jonathan Cheever                                |
| 21. | 22 lutego 2012                    | Stoneham                     | PGS         | Andreas Prommegger                             | Manuel Veith                             | Nevin Galmarini                                 |
| 22. | 23 lutego 2012                    | Stoneham                     | Halfpipe    | Nathan Johnstone                               | Taku Hiraoka                             | Janne Korpi                                     |
| 23. | 24 lutego 2012                    | Stoneham                     | Big Air     | Antoine Truchon                                | Petja Piiroinen                          | Matts Kulisek                                   |
| 24. | 26 lutego 2012                    | Stoneham                     | Slopestyle  | Dimi de Jong                                   | Jonathan Versteeg                        | Maxence Parrot                                  |
| 25. | 2 marca 2012                      | Bardonecchia                 | Halfpipe    | zawody odwołane                                | zawody odwołane                          | zawody odwołane                                 |
| 26. | 4 marca 2012                      | Bardonecchia                 | Slopestyle  | zawody odwołane                                | zawody odwołane                          | zawody odwołane                                 |
| 27. | 3 marca 2012                      | Moskwa                       | PSL         | Roland Fischnaller                             | Simon Schoch                             | Andreas Prommegger                              |
| 28. | 10 marca 2012                     | La Molina                    | PGS         | Andreas Prommegger                             | Simon Schoch                             | Benjamin Karl                                   |
| 29. | 14 marca 2012                     | Valmalenco                   | Snowcross   | Stian Sivertzen                                | Alex Tuttle                              | Tony Ramoin                                     |
| 30. | 16 marca 2012                     | Valmalenco                   | Snowcross   | Konstantin Schad                               | Andriej Bołdykow                         | Lluís Marín Tarroch                             |
| 31. | 17 marca 2012                     | Valmalenco                   | PGS         | Roland Fischnaller                             | Manuel Veith                             | Ingemar Walder                                  |

## Wyniki reprezentantów Polski
| Zawodniczka | Cardrona 28.8 | Landgraaf 13.10 | Londyn 29.10 | Saas-Fee 3.11 | Barcelona 12.11 | Sztokholm 19.11 | Telluride 15.12 | Telluride 16.12 | Telluride 17.12 | Ruka 17.12 | Carezza 21.12 | Carezza 22.12 | Jauerling 13.01 | Bad Gastein 15.01 | Veysonnaz 19.01 | Veysonnaz 22.01 | Sudelfeld 28.01 | Jasná 4.02 | Blue Mountain 8.02 | Stoneham 21.02 | Stoneham 22.02 | Stoneham 23.02 | Stoneham 24.02 | Stoneham 26.02 | Bardonecchia 2.03 | Bardonecchia 4.03 | Moskwa 3.03 | La Molina 10.03 | Valmalenco 14.03 | Valmalenco 16.03 | Valmalenco 17.03 |
| Dawid Wał | –             | –               | –            | –             | –               | –               | –               | –               | –               | –          | –             | –             | –               | –                 | 65              | –               | –               | –          | –                  | –              | –              | –              | –              | –              | –                 | –                 | –           | –               | dns              | 35               | –                |
| Maciej Jodko | –             | –               | –            | –             | –               | –               | –               | 24              | –               | –          | –             | –             | –               | –                 | 18              | 34              | –               | –          | 18                 | 45             | –              | –              | –              | –              | –                 | –                 | –           | –               | 24               | 35               | –                |
| Marcin Bocian | –             | –               | –            | –             | –               | –               | –               | 60              | –               | –          | –             | –             | –               | –                 | –               | 52              | –               | –          | –                  | –              | –              | –              | –              | –              | –                 | –                 | –           | –               | –                | –                | –                |
| Mateusz Ligocki | –             | –               | –            | –             | –               | –               | –               | 9               | –               | –          | –             | –             | –               | –                 | 6               | 10              | –               | –          | 24                 | 5              | –              | –              | –              | –              | –                 | –                 | –           | –               | dns              | dns              | –                |
| Michał Ligocki | 25            | –               | –            | –             | –               | –               | –               | –               | –               | –          | –             | –             | –               | –                 | –               | –               | –               | –          | –                  | –              | –              | –              | –              | –              | –                 | –                 | –           | –               | –                | –                | –                |
| Piotr Gryzło | –             | –               | –            | 34            | –               | –               | –               | –               | –               | 24         | –             | –             | –               | –                 | –               | –               | –               | –          | –                  | –              | –              | –              | –              | –              | –                 | –                 | –           | –               | –                | –                | –                |
| Wojciech Wojtyła | –             | –               | –            | 46            | –               | –               | –               | –               | –               | –          | –             | –             | –               | –                 | –               | –               | –               | –          | –                  | –              | –              | –              | –              | –              | –                 | –                 | –           | –               | –                | –                | –                |
| 1-3 4-30 poniżej 30 dnf – zawodniczka nie ukończyła zjazdu dns – Zawodniczka nie wystartowała dsq – Zawodniczka zdyskwalifikowana |               |                 |              |               |                 |                 |                 |                 |                 |            |               |               |                 |                   |                 |                 |                 |            |                    |                |                |                |                |                |                   |                   |             |                 |                  |                  |                  |

### Klasyfikacje
| Lp. | Zawodnik           | Punkty |
| --- | ------------------ | ------ |
| 1.  | Andreas Prommegger | 6950   |
| 2.  | Roland Fischnaller | 6930   |
| 3.  | Benjamin Karl      | 5506   |
| 4.  | Simon Schoch       | 4686   |
| 5.  | Siegfried Grabner  | 3880   |
| 6.  | Aaron March        | 3740   |
| 7.  | Patrick Bussler    | 3040   |
| 8.  | Rok Flander        | 3030   |
| 9.  | Nevin Galmarini    | 3000   |
| 10. | Manuel Veith       | 2982   |

| Lp. | Zawodnik         | Punkty |
| --- | ---------------- | ------ |
| 1.  | Pierre Vaultier  | 3852   |
| 2.  | Andriej Bołdykow | 2930   |
| 3.  | Nate Holland     | 2340   |
| 4.  | Konstantin Schad | 2306   |
| 5.  | David Speiser    | 2250   |
| 6.  | Stian Sivertzen  | 2210   |
| 7.  | Nick Baumgartner | 2180   |
| 8.  | Markus Schairer  | 2030   |
| 9.  | Tony Ramoin      | 1995   |
| 10. | Nikołaj Olunin   | 1900   |

| Lp. | Zawodnik                | Punkty |
| --- | ----------------------- | ------ |
| 1.  | Janne Korpi             | 3990   |
| 2.  | Dimi de Jong            | 2940   |
| 3.  | Petja Piiroinen         | 1520   |
| 4.  | Nathan Johnstone        | 1500   |
| 5.  | Taku Hiraoka            | 1295   |
| 6.  | Niklas Mattsson         | 1160   |
| 7.  | Markus Malin            | 1150   |
| 8.  | Antoine Truchon         | 1123   |
| 9.  | Aleksiej Sobolew        | 1120   |
| 10. | Clemens Schattschneider | 1060   |

| Lp. | Zawodnik            | Punkty |
| --- | ------------------- | ------ |
| 1.  | Janne Korpi         | 2200   |
| 2.  | Nathan Johnstone    | 1500   |
| 3.  | Dimi de Jong        | 1360   |
| 4.  | Taku Hiraoka        | 1295   |
| 5.  | Markus Malin        | 1150   |
| 6.  | Ryō Aono            | 1040   |
| 7.  | Steve Krijbolder    | 1016   |
| 8.  | Iouri Podladtchikov | 1000   |
| 9.  | Zhang Yiwei         | 950    |
| 10. | Ayumu Nedefuji      | 900    |

| Lp. | Zawodnik                | Punkty |
| --- | ----------------------- | ------ |
| 1.  | Janne Korpi             | 1520   |
| 2.  | Petja Piiroinen         | 1280   |
| 3.  | Niklas Mattsson         | 1160   |
| 4.  | Antoine Truchon         | 1078   |
| 5.  | Aleksiej Sobolew        | 1050   |
| 6.  | Michael Macho           | 1018   |
| 7.  | Seppe Smits             | 850    |
| 8.  | Dimi de Jong            | 840    |
| 9.  | Joris Ouwerkerk         | 710    |
| 10. | Clemens Schattschneider | 700    |

| Lp. | Zawodnik                | Punkty |
| --- | ----------------------- | ------ |
| 1.  | Dimi de Jong            | 1000   |
| 2.  | Jonathan Versteeg       | 800    |
| 3.  | Max Parrot              | 600    |
| 4.  | Ville Uotila            | 500    |
| 5.  | Craig McMorris          | 450    |
| 6.  | Darcy Sharpe            | 400    |
| 7.  | Clemens Schattschneider | 360    |
| 8.  | Robby Balharry          | 320    |
| 9.  | Janne Korpi             | 290    |
| 10. | Craig Beaulieu          | 260    |

## Kobiety

### Kalendarz i wyniki
| Lp. | Data                              | Miejsce                      | Konkurencja | 1. miejsce                                           | 2. miejsce                                   | 3. miejsce                                     |
| 1.  | 28 sierpnia 2011                  | Cardrona                     | Halfpipe    | Cai Xuetong                                          | Holly Crawford                               | Ursina Haller                                  |
| 2.  | 13 października 2011              | Landgraaf                    | PSL         | Fränzi Mägert-Kohli                                  | Jekatierina Tudiegieszewa                    | Marion Kreiner                                 |
| 3.  | 3 listopada 2011                  | Saas-Fee                     | Halfpipe    | Queralt Castellet                                    | Sophie Rodriguez                             | Ursina Haller                                  |
| 4.  | 15 grudnia 2011                   | Telluride                    | PGS         | Julia Dujmovits                                      | Fränzi Mägert-Kohli                          | Amelie Kober                                   |
| 5.  | 16 grudnia 2011                   | Telluride                    | Snowcross   | Lindsey Jacobellis                                   | Dominique Maltais                            | Déborah Anthonioz                              |
| 6.  | 17 grudnia 2011                   | Telluride                    | Snowcross   | Francja II · Nelly Moenne-Loccoz · Déborah Anthonioz | Kanada I · Dominique Maltais · Maëlle Ricker | USA Callan Chythlook-Sifsof Lindsey Jacobellis |
| 7.  | 17 grudnia 2011                   | Ruka                         | Halfpipe    | Lucile Lefevre                                       | Emma Bernard                                 | Ella Suitiala                                  |
| 8.  | 3 grudnia 2011 21 grudnia 2011    | Carezza                      | PGS         | Caroline Calvé                                       | Amelie Kober                                 | Marion Kreiner                                 |
| 9.  | 4 grudnia 2011 22 grudnia 2011    | Carezza                      | PSL         | Patrizia Kummer                                      | Isabella Laböck                              | Anke Karstens                                  |
| 10. | 13 stycznia 2012                  | Jauerling                    | PSL         | Patrizia Kummer                                      | Jekatierina Tudiegieszewa                    | Marion Kreiner                                 |
| 14. | 19 stycznia 2012 15 stycznia 2012 | Nendaz Veysonnaz Bad Gastein | PSL         | Patrizia Kummer                                      | Julie Zogg                                   | Marion Kreiner                                 |
| 15. | 15 stycznia 2012 19 stycznia 2012 | Bad Gastein Veysonnaz        | Snowcross   | Lindsey Jacobellis                                   | Aleksandra Żekowa                            | Dominique Maltais                              |
| 13. | 22 stycznia 2012                  | Veysonnaz                    | Snowcross   | Lindsey Jacobellis                                   | Dominique Maltais                            | Aleksandra Żekowa                              |
| 14. | 28 stycznia 2012                  | Sudelfeld                    | PGS         | Amelie Kober                                         | Marion Kreiner                               | Jekatierina Tudiegieszewa                      |
| 15. | 4 lutego 2012                     | Jasná                        | Slopestyle  | zawody odwołane                                      | zawody odwołane                              | zawody odwołane                                |
| 16. | 8 lutego 2012                     | Blue Mountain                | Snowcross   | Dominique Maltais                                    | Aleksandra Żekowa                            | Maëlle Ricker                                  |
| 17. | 21 lutego 2012                    | Stoneham                     | Snowcross   | Maëlle Ricker                                        | Nelly Moenne-Loccoz                          | Déborah Anthonioz                              |
| 18. | 22 lutego 2012                    | Stoneham                     | PGS         | Jekatierina Tudiegieszewa                            | Julia Dujmovits                              | Julie Zogg                                     |
| 19. | 23 lutego 2012                    | Stoneham                     | Halfpipe    | Cai Xuetong                                          | Li Shuang                                    | Haruna Matsumoto                               |
| 20. | 26 lutego 2012                    | Stoneham                     | Slopestyle  | Charlotte van Gils                                   | Brooke Voigt                                 | Breanna Stangeland                             |
| 21. | 2 marca 2012                      | Bardonecchia                 | Halfpipe    | zawody odwołane                                      | zawody odwołane                              | zawody odwołane                                |
| 22. | 4 marca 2012                      | Bardonecchia                 | Slopestyle  | zawody odwołane                                      | zawody odwołane                              | zawody odwołane                                |
| 23. | 3 marca 2012                      | Moskwa                       | PSL         | Patrizia Kummer                                      | Julia Dujmovits                              | Julie Zogg                                     |
| 24. | 10 marca 2012                     | La Molina                    | PGS         | Patrizia Kummer                                      | Amelie Kober                                 | Julie Zogg                                     |
| 25. | 14 marca 2012                     | Valmalenco                   | Snowcross   | Maëlle Ricker                                        | Aleksandra Żekowa                            | Nelly Moenne-Loccoz                            |
| 26. | 16 marca 2012                     | Valmalenco                   | Snowcross   | Jacqueline Hernandez                                 | Nelly Moenne-Loccoz                          | Zoe Gillings                                   |
| 27. | 17 marca 2012                     | Valmalenco                   | PGS         | Amelie Kober                                         | Patrizia Kummer                              | Julia Dujmovits                                |

## Wyniki reprezentantek Polski
| Zawodniczka | Cardrona 28.8 | Landgraaf 13.10 | Saas-Fee 3.11 | Telluride 15.12 | Telluride 16.12 | Telluride 17.12 | Ruka 17.12 | Carezza 21.12 | Carezza 22.12 | Jauerling 13.01 | Bad Gastein 15.01 | Veysonnaz 19.01 | Veysonnaz 22.01 | Sudelfeld 28.01 | Jasná 4.02 | Blue Mountain 8.02 | Stoneham 21.02 | Stoneham 22.02 | Stoneham 23.02 | Stoneham 26.02 | Bardonecchia 2.03 | Bardonecchia 4.03 | Moskwa 3.03 | La Molina 10.03 | Valmalenco 14.03 | Valmalenco 16.03 | Valmalenco 17.03 |
| Aleksandra Król | –             | –               | –             | 30              | –               | –               | –          | 28            | 24            | 33              | dsq               | –               | –               | dsq             | –          | –                  | –              | dsq            | –              | –              | –                 | –                 | 22          | 23              | –                | –                | 34               |
| Anna Moskal | –             | –               | 15            | –               | –               | –               | 13         | –             | –             | –               | –                 | –               | –               | –               | –          | –                  | –              | –              | –              | –              | –                 | –                 | –           | –               | –                | –                | –                |
| Joanna Zając | 15            | –               | 20            | –               | –               | –               | 6          | –             | –             | –               | –                 | –               | –               | –               | –          | –                  | –              | –              | –              | –              | –                 | –                 | –           | –               | –                | –                | –                |
| Julia Piasecka | –             | –               | 16            | –               | –               | –               | 8          | –             | –             | –               | –                 | –               | –               | –               | –          | –                  | –              | –              | –              | –              | –                 | –                 | –           | –               | –                | –                | –                |
| Karolina Sztokfisz | –             | –               | –             | –               | –               | –               | –          | –             | –             | –               | –                 | –               | –               | –               | –          | –                  | –              | –              | –              | –              | –                 | –                 | 31          | –               | –                | –                | 38               |
| Katarzyna Rusin | 9             | –               | –             | –               | –               | –               | –          | –             | –             | –               | –                 | –               | –               | –               | –          | –                  | –              | –              | –              | –              | –                 | –                 | –           | –               | –                | –                | –                |
| Magdalena Hadt | –             | –               | 17            | –               | –               | –               | 10         | –             | –             | –               | –                 | –               | –               | –               | –          | –                  | –              | –              | –              | –              | –                 | –                 | –           | –               | –                | –                | –                |
| Weronika Biela | –             | –               | –             | 33              | –               | –               | –          | –             | –             | –               | –                 | –               | –               | dsq             | –          | –                  | –              | –              | –              | –              | –                 | –                 | –           | dnf             | –                | –                | –                |
| Zuzanna Smykała | –             | –               | –             | –               | 19              | –               | –          | –             | –             | –               | –                 | 19              | 20              | –               | –          | –                  | –              | –              | –              | –              | –                 | –                 | –           | –               | dns              | –                | –                |
| 1-3 4-30 poniżej 30 dnf – zawodniczka nie ukończyła zjazdu dns – Zawodniczka nie wystartowała dsq – Zawodniczka zdyskwalifikowana |               |                 |               |                 |                 |                 |            |               |               |                 |                   |                 |                 |                 |            |                    |                |                |                |                |                   |                   |             |                 |                  |                  |                  |

### Klasyfikacje
| Lp. | Zawodniczka               | Punkty |
| --- | ------------------------- | ------ |
| 1.  | Patrizia Kummer           | 6840   |
| 2.  | Amelie Kober              | 6180   |
| 3.  | Julia Dujmovits           | 5400   |
| 4.  | Marion Kreiner            | 5310   |
| 5.  | Jekatierina Tudiegieszewa | 5070   |
| 6.  | Julie Zogg                | 4330   |
| 7.  | Fränzi Mägert-Kohli       | 4300   |
| 7.  | Isabella Laböck           | 3470   |
| 9.  | Claudia Riegler           | 3060   |
| 10. | Tomoka Takeuchi           | 2902   |

| Lp. | Zawodniczka          | Punkty |
| --- | -------------------- | ------ |
| 1.  | Dominique Maltais    | 4200   |
| 2.  | Maëlle Ricker        | 3950   |
| 3.  | Aleksandra Żekowa    | 3760   |
| 4.  | Nelly Moenne-Loccoz  | 3460   |
| 5.  | Lindsey Jacobellis   | 3000   |
| 6.  | Zoe Gillings         | 2600   |
| 7.  | Déborah Anthonioz    | 2270   |
| 8.  | Chloe Trespeuch      | 2230   |
| 9.  | Jacqueline Hernandez | 1780   |
| 10. | Yuka Fujimori        | 1650   |

| Lp. | Zawodniczka        | Punkty |
| --- | ------------------ | ------ |
| 1.  | Cai Xuetong        | 2000   |
| 2.  | Queralt Castellet  | 1580   |
| 3.  | Emma Bernard       | 1320   |
| 4.  | Li Shuang          | 1300   |
| 5.  | Lucile Lefevre     | 1290   |
| 6.  | Sophie Rodriguez   | 1250   |
| 7.  | Ursina Haller      | 1200   |
| 8.  | Haruna Matsumoto   | 1050   |
| 9.  | Charlotte van Gils | 1000   |
| 10. | Mirabelle Thovex   | 870    |

| Lp. | Zawodniczka       | Punkty |
| --- | ----------------- | ------ |
| 1.  | Cai Xuetong       | 2000   |
| 2.  | Queralt Castellet | 1580   |
| 3.  | Emma Bernard      | 1320   |
| 4.  | Li Shuang         | 1300   |
| 5.  | Lucile Lefevre    | 1290   |
| 6.  | Sophie Rodriguez  | 1250   |
| 7.  | Ursina Haller     | 1200   |
| 8.  | Haruna Matsumoto  | 1050   |
| 9.  | Mirabelle Thovex  | 870    |
| 10. | Hikaru Ohe        | 850    |

| Lp. | Zawodniczka          | Punkty |
| --- | -------------------- | ------ |
| 1.  | Charlotte van Gils   | 1000   |
| 2.  | Brooke Voigt         | 800    |
| 3.  | Breanna Stangeland   | 600    |
| 4.  | Christina Gruber     | 500    |
| 5.  | Shelly Gotlieb       | 450    |
| 6.  | Lauren Staveley      | 400    |
| 7.  | Lucie Zábranská      | 360    |
| 8.  | Laurie Blouin        | 320    |
| 9.  | Urška Pribošič       | 290    |
| 10. | Gillian Andrewshenko | 260    |